# Milton, Saratoga County, New York
Milton är en kommun i Saratoga County i delstaten New York, USA.